# Unbreakable - Il predestinato
Unbreakable - Il predestinato (Unbreakable) è un film del 2000 scritto, prodotto e diretto da M. Night Shyamalan con protagonisti Bruce Willis e Samuel L. Jackson.
Film thriller fantascientifico che tratta il tema del supereroe, della pellicola sono stati girati due seguiti, Split (2016) e Glass (2019), anch'essi diretti dallo stesso regista.

## Trama
Una madre ha appena partorito. Viene chiamato un medico, il Dr. Mathison, per sincerarsi delle condizioni dei due, mentre arriva l'ambulanza lei chiede al dottore come mai il piccolo pianga troppo. Il dottore, dopo aver visto il neonato, pare incredulo e, avendo ricevuto risposte negative alla domanda se è accaduto qualcosa al bimbo durante il parto o se è caduto a qualcuno dei presenti, informa la madre che il neonato presenta delle gravi fratture ossee (braccia e gambe rotte) avvenute all'interno dell'utero. 
La scena si sposta anni dopo. A seguito di un terribile incidente ferroviario, David Dunn si risveglia al pronto soccorso di un ospedale di Filadelfia, dove il dottor Dubin lo mette subito al corrente non solo del fatto che David è l'unico sopravvissuto fra i 132 passeggeri che erano a bordo del treno, ma pure che è uscito da ciò incredibilmente incolume.
Alcuni giorni più tardi, dopo aver partecipato alla cerimonia in ricordo delle vittime, nell'uscire dalla chiesa dove la messa si è svolta, l'uomo trova sul parabrezza della sua auto un biglietto con scritto: "Quanti giorni della tua vita sei stato malato?". Dopo aver constatato che né lui né le persone che gli sono vicine ricordano un giorno in cui sia stato poco bene, David decide di recarsi assieme al figlio Joseph all'indirizzo apposto sul biglietto: all'arrivo, i due scoprono che a quel civico c'è una galleria d'arte che espone tavole di fumetti ricercati. Ad accoglierli trovano il titolare, Elijah Price, un uomo gravemente malato di osteogenesi imperfetta, malattia genetica che gli rende difficoltosi i movimenti e lo espone al rischio di continue fratture. Soprannominato l'uomo di vetro, era lui il neonato visto a inizio film.
Dopo aver esposto il motivo per cui si trova lì, Elijah espone a David la sua personale teoria, volta, a suo parere, a spiegare il motivo per cui l'uomo è uscito illeso dall'incidente ferroviario: secondo questa ipotesi, a fronte di uno come lui, così fragile a causa della sua malattia, deve esistere da qualche parte del mondo una persona opposta, un uomo forte e indistruttibile, come un supereroe dei fumetti, ma ancora ignaro delle sue capacità.
Non convinto di ciò, sulle prime David prende le distanze da Elijah, considerando infatti solo stupidaggini le parole del gallerista. Tuttavia, a seguito di alcuni episodi, che gli dimostrano di possedere una forza muscolare non comune, ed alcuni "flash" in cui riesce a vedere le malefatte delle persone che lo circondano solo con un brevissimo contatto fisico, l'uomo inizia ad accettare se stesso e ad usare le sue capacità per il bene comune. Da questa nuova consapevolezza e ritrovata fiducia in se stesso, David salva una famiglia che era stata rapita nella propria casa da un maniaco e al tempo stesso riesce anche a salvare il matrimonio con la moglie ed il rapporto con il figlio.
Alla fine David scopre che è lo stesso Elijah ad aver commesso gli atti terroristici che hanno causato la morte di centinaia di persone, tra cui proprio l'incidente ferroviario, con l'unico scopo di trovare il suo opposto. Elijah spiega anche che adesso che l'ha trovato, il suo scopo nella vita è quello di diventare il suo antagonista, assumendo così il nome de "L'uomo di vetro". David si allontana con orrore e disgusto. In seguito David lo denuncia alla polizia e così Elijah, accusato di terrorismo e omicidio, viene rinchiuso in un manicomio per criminali.

## Distribuzione
Negli Stati Uniti è uscito nelle sale cinematografiche il 22 novembre 2000. In Italia, invece, è uscito il 22 dicembre.

### Edizione Italiana
La direzione del doppiaggio italiano è di Maura Vespini, su testi a cura di Carlo Cosolo, per conto della C.V.D. La sonorizzazione, invece, fu affidata alla International Recording spa.

## Accoglienza

### Incassi
A fronte di uno stanziamento di 75 milioni di dollari, il film ha incassato globalmente 248,1 milioni.

### Critica
Le critiche del film sono state generalmente positive: sull'aggregatore di recensioni Rotten Tomatoes, il film ha una percentuale di critiche positive del 70%, basata su 175 recensioni. Su Metacritic il film ha un punteggio di 62 su 100, basato su 31 recensioni. CinemaScore ha dato al film un punteggio "C", basato su una scala da A a F.

## Sequel
Il film di M. Night Shyamalan Split, uscito nel 2016, come rivelato dalla scena conclusiva, è ambientato nello stesso universo di Unbreakable - Il predestinato. Nella suddetta scena, ambientata in una tavola calda, stanno trasmettendo il notiziario sugli omicidi compiuti da Kevin Wendell Crumb, soprannominato L'Orda per via delle molteplici personalità. Tra i clienti interviene una donna che paragona Kevin ad un criminale in sedia a rotelle catturato anni prima, di cui non ricorda il nome. A questo punto, accanto a lei, viene mostrato David Dunn, interpretato ancora da Bruce Willis, che suggerisce "L'uomo di vetro". Da questo scambio di dialogo si intende che sarà Dunn a tentare di fermare l'Orda.
Nel corso di un'intervista concessa ad MTV Shyamalan ha spiegato che la prima versione della sceneggiatura di Split aveva dei riferimenti molto più marcati a Unbreakable - Il predestinato e alla battaglia in corso fra David e Elijah Price, ma di averli accantonati. Alcuni mesi dopo l'uscita nelle sale di Split, Shyamalan confermò che avrebbe diretto e scritto Glass, ovvero il sequel di Unbreakable - Il predestinato e di Split, che è uscito nelle sale il 18 gennaio 2019. Nel cast sono tornati sia Bruce Willis e Samuel L. Jackson, i protagonisti di Unbreakable, che James McAvoy e Anya Taylor-Joy, i protagonisti di Split.